# Vernadsky Challenge
Vernadsky Challenge — щорічний відкритий конкурс серед стартапів, які спеціалізуються на інженерії, проектно-конструкторській діяльності та розробці хардверних девайсів. Головна нагорода конкурсу — це грантове фінансування та науково-технічна підтримка в еквіваленті 2 мільйони гривень.

## Про конкурс

### Місія
Місія Vernadsky Challenge — стати унікальною платформою, яка допоможе талановитим фахівцям розвивати і втілювати в життя свої ідеї у сфері проектування та інженерії.

### Напрямки
До участі у конкурсі приймаються проекти за такими напрямками:
- Космічні технології;
- Альтернативна енергетика;
- Агропромислова техніка;
- Медичне устаткування;
- Робототехніка;
- Нові матеріали металургії, електроніки та інші;
- Геологорозвідка, ефективне природокористування;
- Ігрові платформи, ПЗ для фінансових та інженерних комунікацій;
- Системи обробки, зберігання і передачі великих масивів даних;
- Комплекси та системи військового призначення;
- Системи управління транспортом.

За даними організаторів конкурсу серед усіх напрямків найбільш популярними є альтернативна енергетика та ВПК, за три роки конкурсу на ці напрямки припадає 15,5 % і 10,5 % стартапів-учасників відповідно. Популярністю також користуються медичне устаткування — 10 %, АПК — 9,6 % та системи обробки, зберігання і передачі великих масивів даних — 9,1 %.

### Організація і проведення конкурсу
Конкурс проходить у два етапи. Під час першого, аплікаційного, кожен стартап, що має намір взяти участь у Vernadsky Challenge, заповнює та надсилає реєстраційну форму на сайті конкурсу. Після завершення аплікаційного періоду, експертний комітет детально вивчає всі отримані проекти та обирає 10 фіналістів, які будуть презентувати свої ідеї та змагатися за головну нагороду під час фіналу конкурсу. Зазвичай фінал проходить у квітні кожного року у Національному центрі аерокосмічної освіти молоді України ім. О. М. Макарова у місті Дніпро.

### Географія конкурсу
Оскільки Vernadsky Challenge — відкритий конкурс, географія стартапів-учасників не обмежена лише Україною. Організатори отримують щонайменше 10 % заявок на участь у конкурсі від стартапів, що представляють інші країни світу, а саме Сполучені  Штати, Перу, Албанію, Ізраїль, Білорусь, Вірменію, Азербайджан, Казахстан, Індію та інші.

## Історія
Конкурс було засновано у 2015 році та названо на честь видатного українського вченого В. І. Вернадського, а його ініціаторами виступили керуючий партнер Noosphere Ventures Максим Поляков і директор Google Ukraine Дмитро Шоломко.

### Vernadsky Challenge 2015
У перший рік проведення конкурсу головна нагорода складала 1 мільйон гривень, а до участі, окрім інженерних, приймалися також IT та SaaS стартапи.
У 2015 переможцями стали такі стартапи:
- 1 місце (₴ 500 000) — Avision Robotics — система безпечної навігації та управління дронами;
- 2 місце (₴ 300 000) — Araned — інтерактивні 3D муляжі частин тіла людини для медичної освіти;
- 3 місце (₴ 200 000) — команда УДХТУ — універсальний перев'язувальний матеріал з дезінфікуючою дією подовженої тривалості для використання в польових умовах;
- 4 місце - проект Braille pad - інтерактивний планшет для незрячих.

### Vernadsky Challenge 2016
У 2016 році конкурс змінив свою направленість виключно на стартапи з інженерною складовою. Засновник Vernadsky Challenge, Максим Поляков, під час своєї промови на церемонії відкриття конкурсу заявив, що «розробка девайсів потребує значно більшого фінансування, порівняно з розробкою програмного забезпечення», і збільшив призовий фонд конкурсу до 2 мільйонів гривень.
У 2016 переможцями стали такі стартапи:
- 1 місце (₴ 800 000) — TechNovator — пристрій для бездротової зарядки гаджетів;
- 2 місце (₴ 600 000) — Hideez — розумний браслет для зберігання персональних ключів та паролів;
- 3 місце (₴ 400 000) — Біотон — медичний прилад для діагностування серцево-судинних захворювань;
- Приз глядацьких симпатій (₴ 200 000) — Hideez.

### Vernadsky Challenge 2017
У 2017 році до експертного комітету конкурсу приєднався відомий руйнівник міфів Джеймі Гайнеман, який приїздив на фінал конкурсу 22 квітня у місті Дніпро.
У 2017 переможцями стали такі стартапи:
- 1 місце (₴ 800 000) — Cubomania — інтерактивні кубики та іграшки для дітей;
- 2 місце (₴ 600 000) — Cardiomo — портативний прилад для моніторингу роботи серця та завчасного виявлення серцево-судинних захворювань;
- 3 місце (₴ 400 000) — CloviTek — пристрій для передачі звукового потоку між гаджетами через Wi-FI;
- «Приз глядацьких симпатій» (₴ 200 000) — Raccoon.world — кліпса для імітування моторних функцій долоні людини у віртуальній реальності;
- «Приз від партнера» (ексклюзивний пакет послуг з обробки онлайн-платежів від партнера конкурсу MaxPay) — eCozy — система розумних термостатів для ефективного управління опаленням.

## Стартапи фіналісти
З 2015 року у конкурсі взяли участь 576 стартапів(130 у 2015 році, 216 у 2016 та 230 у 2017). З них експертний комітет щороку відбирає від 10 до 12 найбільш перспективних стартапів, які презентують свої ідеї наживо на фіналі конкурсу. Експертний комітет складається з 45 науковців-представників провідних ВНЗ України та 20 керівників компаній-членів Асоціації Ноосфера.
Серед фіналістів конкурсу, що не стали призерами, є багато відомих та успішних стартапів:
- Braille Pad — планшет для людей з обмеженим зором на основі шрифту Брайля;
- ДонорUA — автоматизована платформа для пошуку донорів крові;
- Wider MultiVision — мультивізор, проєкційний моноблок для виведення зображення на широкий екран пристрою;
- Flawless App — інструмент для порівняння очікуваного та реалізованого дизайну мобільного застосунку у реальному часі, що спрощує взаємодію дизайнера та розробника;
- HeartIn — футболка-кардіограф, яка за допомогою вмонтованих сенсорів відстежує показники роботи серця.